# Iniistius spilonotus
Iniistius spilonotus là một loài cá biển thuộc chi Iniistius trong họ Cá bàng chài. Loài cá này được mô tả lần đầu tiên vào năm 1857.

## Từ nguyên
Từ định danh của loài cá này trong tiếng Hy Lạp có nghĩa là "đốm trên lưng" (spilos: "đốm" + notos: "lưng"), hàm ý đề cập đến các hàng đốm đen ở khoảng giữa giữa vây lưng và đường bên.

## Phạm vi phân bố và môi trường sống
I. spilonotus có phạm vi phân bố ở Tây Thái Bình Dương. Loài này hiện chỉ được ghi nhận tại Indonesia.

## Mô tả
Trán dốc và cứng chắc là điểm đặc trưng của hầu hết các loài thuộc chi Iniistius. Điều này giúp chúng có thể dễ dàng đào hang dưới cát bằng đầu của mình.